# کیارا اورلیا
کیارا اورلیا (انگلیسی: Chiara Aurelia؛ زادهٔ ۱۳ سپتامبر ۲۰۰۲) بازیگر اهل ایالات متحده آمریکا است. وی از سال ۲۰۱۴ میلادی تاکنون مشغول فعالیت بوده‌است.